# Laura Efrikian
Laura Efrikian, née le 14 juin 1940 à Trévise, est une actrice italienne. Elle est principalement connue pour ses rôles dans les films d’Ettore Maria Fizzarotti aux côtés de son ancien mari l’acteur et chanteur Gianni Morandi.

## Biographie

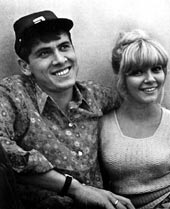
Gianni Morandi et Laura Afrikian en 1966.

Fille du musicien Angelo Ephrikian, elle naît à Trévise puis part à Milan suivre les cours du Piccolo Teatro di Milano sous la direction de Giorgio Strehler. Elle débute comme présentatrice pour la Rai et anime l’émission Canzonissima en 1961 puis présente le festival de Sanremo en 1962. Elle joue pour le théâtre et obtient quelques petites apparitions au cinéma et à la télévision. Elle débute au cinéma dans le péplum Hercule à la conquête de l'Atlantide de Vittorio Cottafavi et tient notamment deux rôles récurrents dans deux séries réalisés par Anton Giulio Majano à la télévision. Elle joue pendant cette période dans plusieurs comédies commandées par la Rai.
En 1964, Ettore Maria Fizzarotti lui offre l’un des premiers rôles du film musical In ginocchio da te. Elle partage l’affiche avec le chanteur et acteur débutant Gianni Morandi qu’elle retrouve ensuite dans de nombreux films de Fizzarotti. Elle épouse Morandi en 1966, le couple a deux enfants avant de se séparer en 1979.
Efrikian se consacre dès lors principalement au théâtre où elle poursuit sa carrière, revenant au cinéma pour de brèves apparitions dans des rôles secondaires.

## Filmographie

### Au cinéma
- 1961 : Hercule à la conquête de l'Atlantide (Ercole alla conquista di Atlantide) de Vittorio Cottafavi
- 1962 : Twist, Lolitas et Jeunes Provinciaux (it) (Twist, lolite e vitelloni) de Marino Girolami
- 1962 : Le crime ne paie pas de Gérard Oury
- 1964 : À genoux devant toi (In ginocchio da te) d'Ettore Maria Fizzarotti
- 1964 : La suora giovane de Bruno Paolinelli
- 1964 : Una lacrima sul viso d’Ettore Maria Fizzarotti
- 1965 : Non son degno di te d’Ettore Maria Fizzarotti
- 1965 : Se non avessi più te d’Ettore Maria Fizzarotti
- 1966 : Perdono d’Ettore Maria Fizzarotti
- 1966 : Nessuno mi può giudicare d’Ettore Maria Fizzarotti
- 1966 : Rita la zanzara de Lina Wertmüller
- 1968 : Chimera d’Ettore Maria Fizzarotti
- 1973 : Società a responsabilità molto limitata (it) de Paolo Bianchini
- 1996 : Oltre la quarta dimensione d’Emiliano Di Meo
- 1999 : Il morso del serpente (it) de Luigi Parisi
- 2007 : Le Mas des alouettes (La masseria delle allodole) de Paolo et Vittorio Taviani
- 2011 : D’un autre monde (Cose dell'altro mondo) de Francesco Patierno

### À la télévision
- 1962 : Una bella domenica di settembre de Giacomo Vaccari
- 1963 : Il Piccolo Caffé de Vittorio Cottafavi
- 1963 : Il viaggio del signor Perrichon de Gianrico Tedeschi
- 1964 : La citadella d’Anton Giulio Majano
- 1965 : David Copperfield d’Anton Giulio Majano
- 1965 : Le Piccole Volpi de Vittorio Cottafavi